# Seyed Mahmoudreza Miran Fashandi
Seyed Mahmoudreza Miran Fashandi (* 25. Februar 1974) ist ein iranischer Judoka.
Seyed Mahmoudreza Miran Fashandi gehört seit Beginn der 2000er Jahre zu den besten Judoka der Welt. Seinen größten Erfolg feierte er 2001 mit dem Gewinn der Bronzemedaille in der Kategorie über 100 Kilogramm bei den Judo-Weltmeisterschaften in München.
Bei der Eröffnungsfeier der Olympischen Sommerspiele 2004 in Athen war er Flaggenträger seines Landes. Den anschließenden Wettkampf schloss er mit dem fünften Rang ab.